# Pedro Ximeno
Pedro Ximeno fue un militar argentino que alcanzó el grado de teniente coronel de marina y Comandante de Puertos, aunque jamás participó de acción militar alguna.

## Biografía

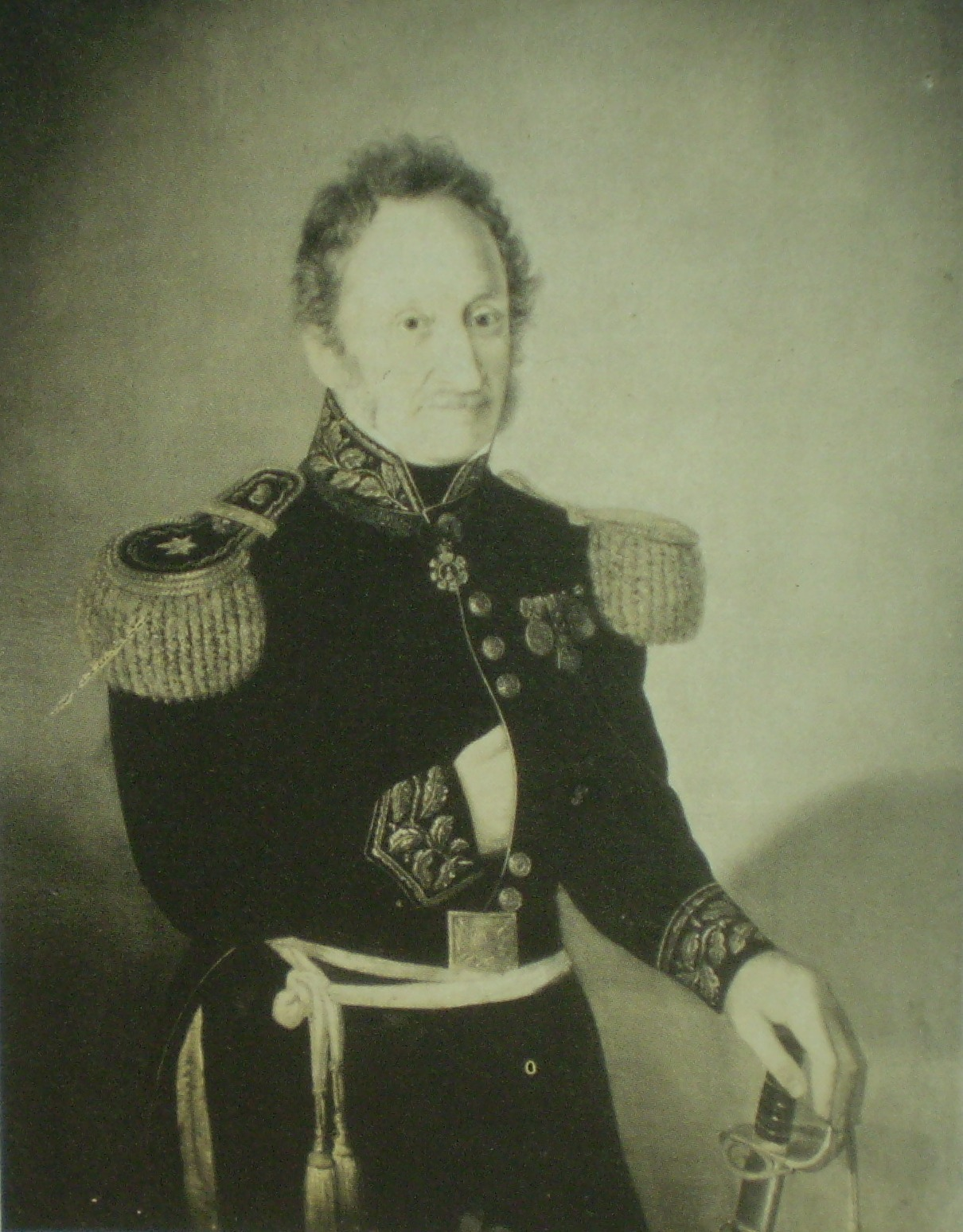
José Matías Zapiola.

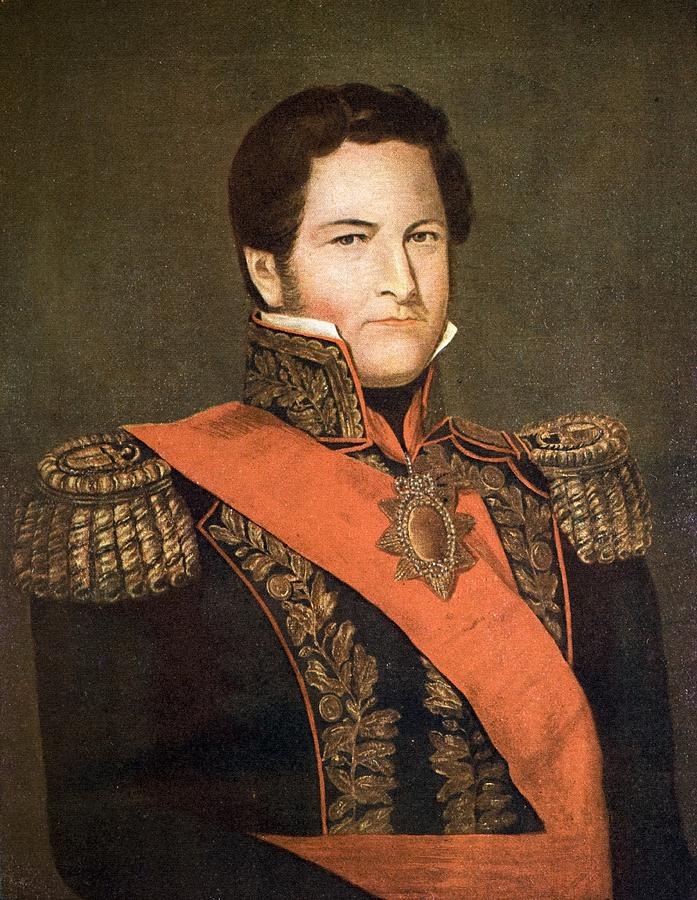
Juan Manuel de Rosas.

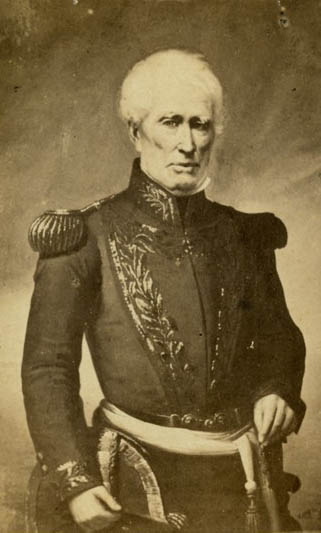
Guillermo Brown.

Pedro Ximeno o Jimeno nació en la ciudad de Buenos Aires a fines del siglo XVIII, hijo de Hipólito Ximeno y de María Nicolasa Borques.
Siendo joven trabajó de mozo en el café de la Victoria, uno de los más lujosos de la ciudad, que comenzó a operar en 1820 sobre la Plaza de la Victoria, en la esquina de las actuales calles Hipólito Yrigoyen y Bolívar. Al poco tiempo quedó desocupado y se dedicó al comercio ambulante hasta que al reabrirse en 1822 tras algunas mejoras el teatro llamado entonces Proscenio o Teatro Viejo fue contratado para levantar el telón.
Casado con la cordobesa María Isabel de la Visitación Cires Zamudio (1790, †1877), ese mismo año tuvo una hija, Melchora Jimeno Cires (1822, †1902).
Ante su difícil situación, al recrearse en agosto de 1825 la Comandancia de Marina, el comandante designado general José Matías Zapiola lo hizo dar de alta como escribiente de la Capitanía del Puerto, bajo la autoridad sucesiva de Juan Bautista Azopardo y Francisco Lynch.
Iniciada la Guerra del Brasil, en 1827 fue hecho figurar en listas como oficial aventurero al servicio de la Marina y posteriormente fue incorporado a la nómina, si bien jamás dejó la Capitanía.
Al hacerse cargo del gobierno Juan Manuel de Rosas, Ximeno adhirió incondicionalmente e inició una rápida carrera en el organismo naval. En 1832 fue ascendido a sargento mayor graduado y se convirtió en ayudante del Comandante de Marina y Capitán del Puerto, Tomás Espora. En 1834 Paraguay ocupó territorios en Misiones, por lo que se formó una pequeña escuadrilla fluvial que al mando de Espora y contando con José María Pinedo, Francisco José Seguí, Antonio Somellera y Enrique Sinclair, se dirigió hacia la escena del conflicto. Espora delegó la capitanía del puerto en su ayudante Pedro Ximeno, quien inició una serie de intrigas para remover a Espora. Paraguay retiró sus tropas por lo que la escuadrilla retornó y fue nuevamente desmantelada. En diciembre Espora se hizo cargo nuevamente de su puesto pero el gobierno interino de Manuel Vicente Maza redujo la escuadra a un cutter y un falucho, suprimió el Arsenal de Barracas y la Comisaría General de Marina.
En marzo de 1835 Espora renunció a la Capitanía siendo reemplazado en mayo por el coronel Juan Correa Morales y en 1836 el coronel Francisco Crespo.
En 1841 Ximeno, quien se mantenía como ayudante de Crespo en la Capitanía del Puerto, segundo en la cadena de mando, se hizo cargo directamente de la logística de la escuadra de la Confederación Argentina.
En el desempeño de ese puesto fue responsable de equipar la escuadra del almirante Guillermo Brown para enfrentar la escuadra riverista en el marco de la Guerra Grande.
En 1842 cayó finalmente Crespo y tras un interinato a cargo de Seguí y de Joaquín Biedma, en junio Ximeno se hizo cargo de la Capitanía dependiendo directamente del inspector y comandante general de Armas Agustín Pinedo.
En 1844 Rosas lo nombró también comandante nominal del 4.º Batallón del Regimiento de Patricios y como tal Ximeno estuvo al frente de la formación del 25 de mayo de 1844 en la que desfilaron 5500 hombres.
Su manejo político no se condecía con su eficacia en la gestión y ante el cansancio de las tripulaciones que no recibían relevo, la falta de mantenimiento de los buques de la Confederación y la demora de la comandancia de Marina en enviar los materiales necesarios para mantener el bloqueo de Montevideo, el comandante de la escuadra Guillermo Brown dejó la flota a bordo del General Belgrano, nave que no estaba ya en condiciones de seguir en servicio y sería reemplazada por el General San Martín, y arribó a Buenos Aires el 27 de junio dejando instrucciones para que asumiera el mando en el coronel Antonio Toll, quien debía izar su insignia en el General Echagüe una vez que finalizaran las reparaciones que se efectuaban. Mientras Brown permanecía en Buenos Aires discutiendo con Ximeno las medidas a adoptar para sostener la escuadra en operaciones, en septiembre se produjo el llamado incidente de la USS Congress por el que las naves de la Confederación fueron abordadas por la escuadra estadounidense.
Rosas lo promovió luego a teniente coronel de Marina y edecán del gobernador.
En enero de 1851 fue el responsable de proponer al gobierno la adquisición en 13.800 libras del vapor General Pinto, primer buque a hélice de la Armada Argentina.
Caído Rosas abandonó el cargo de Capitán del Puerto y se exilió en el Uruguay donde se estableció con una respetable fortuna. Falleció en Montevideo el 19 de agosto de 1873.
El escritor José Mármol en su novela Amalia ironiza sobre el rápido ascenso de Ximeno:
-¡Ah!, ¿ése es el señor Ximeno?
-El mismo. Uno de los hombres más afortunados en su carrera.
-¡Es posible!
-Figúreselo usted: en 1821 fue mozo de servicio en el Café de la Victoria.
-¡Ah!
-Sí, señora, mozo de café.
-Por algo se empieza en este mundo, señora.
-Y después se va adelante, ¿no es cierto?
-Así es en general.
-Pues eso mismo le pasó a Ximeno.
-¿Ascendió a la capitanía?
-No; de mozo de café, ascendió a mercachifle.
-¡Hola! La cosa va en progreso :-dijo Amalia sin poder contener su risa.
-¡Oh! Pero ascendió todavía.
-¿En el mismo orden?
-Oigalo usted: de mercachifle pasó a ser empleado en nuestro teatro viejo.
-¡Hola, se hizo cómico!
-Menos que eso.
-¿Apuntador?
-Menos que eso.
-¿Menos que apuntador?
-Sí, señora.
-¿Entonces, qué fue?
-Uno de los peones encargados de levantar el telón de boca.
-¡Oh, es admirable la carrera de ese señor! ¿Y cómo ha llegado hasta el lugar donde se halla?
-Muy sencillamente: el general Zapiola lo empleó de escribiente en la capitanía del puerto, y la Federación lo hizo comandante de ella.